# 2002 au théâtre
| Années du théâtre : 1999 - 2000 - 2001 - 2002 - 2003 - 2004 - 2005    |
| Décennies du théâtre : 1970 - 1980 - 1990 - 2000 - 2010 - 2020 - 2030 |

Cet article présente les faits marquants de l'année 2002 au théâtre.

## Pièces de théâtre représentées
- Macbeth de Shakespeare, adaptation et mise en scène Camille et Manolo, Théâtre du Centaure
- 10 janvier : Orgia de Pier Paolo Pasolini, mise en scène Jean Lambert-wild, Théâtre national de la Colline
- 11 janvier : La Mouette d'Anton Tchekhov, mise en scène Stéphane Braunschweig, Théâtre national de la Colline
- 8 mars : Mère Courage et ses enfants de Bertolt Brecht, mise en scène Christian Schiaretti, Théâtre national de la Colline
- 10 mars : La Chèvre, ou Qui est Sylvia ? (The Goat, or Who Is Sylvia?) d’Edward Albee, John Golden Theatre de Broadway
- 13 mars : Histoires de famille de Biljana Srbljanović, Théâtre national de la Colline
- 5 avril : Wicked Sisters d'Alma De Groen, première au théâtre de Darlinghurst à Sydney, Nouvelle-Galles du Sud
- 26 avril : Retour définitif et durable de l'être aimé d'Olivier Cadiot, mise en scène Ludovic Lagarde, Théâtre de la Manufacture
- 14 mai : Les Voisins de Michel Vinaver, mise en scène Alain Françon, Théâtre national de la Colline
- 17 mai : Les Paravents de Jean Genet, mise en scène Frédéric Fisbach, Théâtre national de la Colline
- 14 août : Macbeth de Shakespeare, mise en scène Elio Suhamy avec Emile Salvador et Eric Verdin, au Château de Lourmarin
- 19 septembre : Et puis quand le jour s'est levé, je me suis endormie de Serge Valletti, mise en scène Michel Didym, Théâtre national de la Colline
- 24 septembre : Skinner de Michel Deutsch, mise en scène Alain Françon, Théâtre national de la Colline
- 26 septembre : Le Limier d'Anthony Shaffer, mise en scène Didier Long, Théâtre de la Madeleine
- 29 septembre : Le Grand Mezze d'Édouard Baer et François Rollin, Théâtre du Rond-Point
- 5 novembre : Normalement de Christine Angot, mise en scène Michel Didym & Christine Angot, Théâtre national de la Colline
- 6 novembre : Auf dem Land (La Campagne) de Martin Crimp, mise en scène Luc Bondy, Théâtre national de la Colline
- 20 novembre : Retour définitif et durable de l'être aimé d'Olivier Cadiot, mise en scène Ludovic Lagarde, Théâtre national de la Colline
- 3 décembre : Avanti ! textes d'Antonio Gramsci, Toni Negri et Pier Paolo Pasolini, mise en scène Barbara Nicolier, Théâtre national de la Colline

## Festival d'Avignon

### Cour d'honneur duPalais des Papes
- Macbeth de Shakespeare, adaptation et mise en scène Camille et Manolo, Théâtre du Centaure

## Récompenses
- 1er avril : 16e Nuit des Molières (Molières 2002)

## Décès
- Jean Audureau (°1932)
- Maurice Horgues (°1923)
- 3 février : Raymond Gérôme (°1920), acteur et metteur en scène belge
- 16 mars : Jean-Jacques Steen (°1920)
- 7 mai : Badura Afganli, peintre et scénographe de théâtre soviétique et russe (°1912)
- 10 mai : Yves Robert (°1920)
- 19 juin : Pascal Mazzotti (°1923)
- 28 juin : François Périer (°1919)
- 8 août : Jacques Richard (°1931)
- 17 août : Valentin Pluchek (°1909), metteur en scène soviétique et russe
- 21 août : Jacques Ardouin (°1937)
- 31 août : Jean Saudray (°1928)
- octobre : Jean-Pierre Rey (°1927)
- 20 octobre : Bernard Fresson (°1931)
- 29 novembre : Daniel Gélin (°1921)